# 艾勒斯峰
艾勒斯峰（英語：Eilers Peak）是南極洲的山峰，位於奧次地，處於蘭德峰西北面5公里，屬於內布拉斯加峰的一部分，海拔高度約1,500米，以美國研究隊的成員命名，現時由南極條約體系管理。

## 外部連結
. . United States Geological Survey.   [2012-02-27].
80°4′S 159°28′E / 80.067°S 159.467°E